# Carl Duisberg

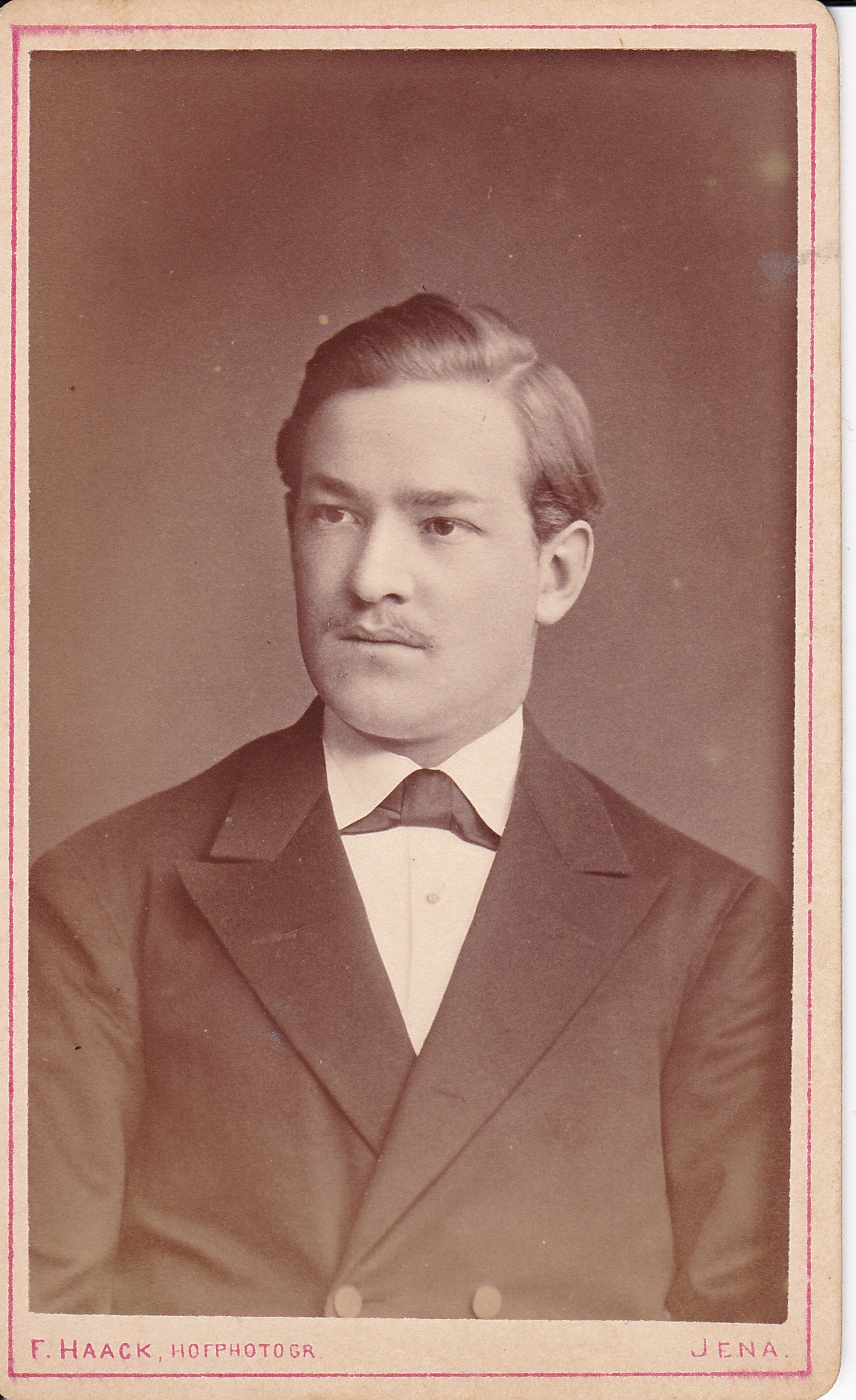
Carl Duisberg in Jena 1880 (Foto von Friedrich Haack)

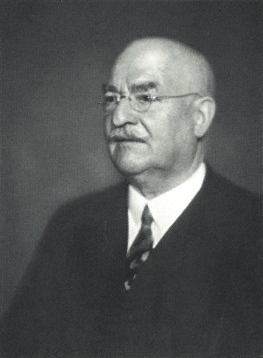
Carl Duisberg um 1923 auf einer Fotografie von Nicola Perscheid

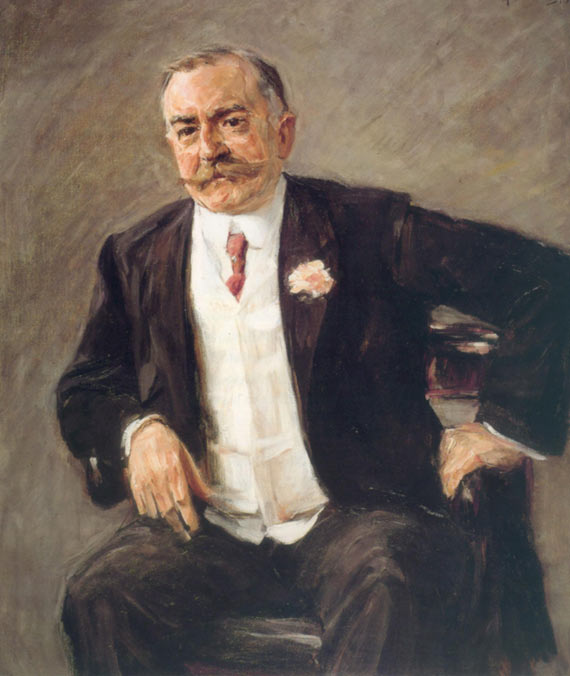
Carl Duisberg (Porträt von Max Liebermann, 1909)

Friedrich Carl Duisberg (* 29. September 1861 in Barmen (heute zu Wuppertal); † 19. März 1935 in Leverkusen) war ein deutscher Chemiker, Industrieller (I.G. Farben) und Geheimer Regierungsrat.

## Leben

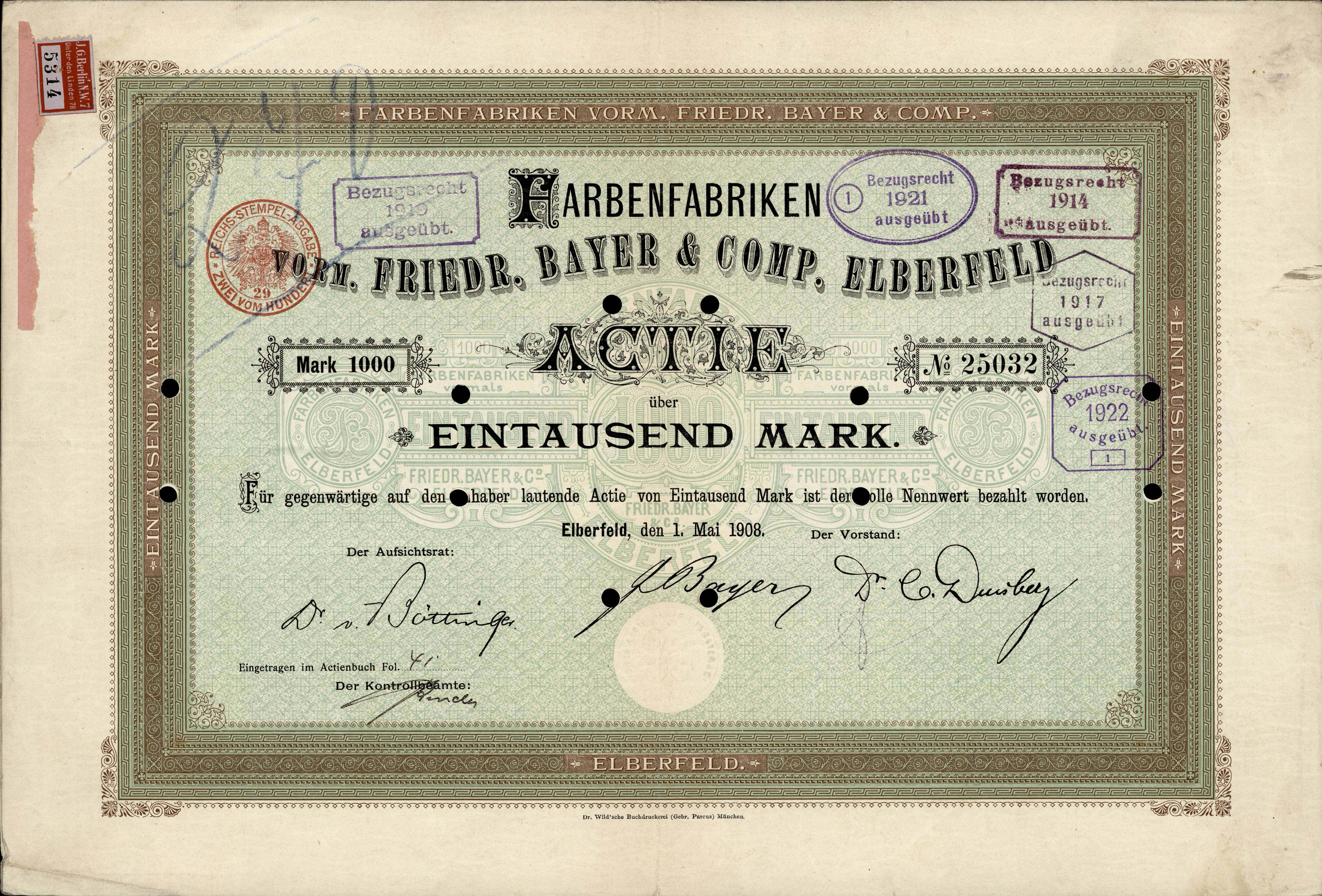
Aktie der Farbenfabriken vorm. Friedr. Bayer & Comp in Elberfeld vom 1. Mai 1908 mit Unterschrift von Carl Duisberg

Carl Duisberg wuchs in einfachen bürgerlichen Verhältnissen auf. Sein Vater Johann Karl arbeitete als Bandwirker im Verlagssystem. Ein Kaufmann stellte als Verleger dafür die Seide und Baumwolle bereit; der Vater verwebte in Heimarbeit die Garne auf Bandwebstühlen zu Bändern und erhielt einen Stücklohn. Um die Familie zu unterhalten, betrieben seine Eltern zudem Landwirtschaft im Nebenerwerb. Carl konnte auf Betreiben seiner Mutter die Höhere Bürgerschule zu Barmen-Wupperfeld, das heutige Carl-Duisberg-Gymnasium in Wuppertal, besuchen.
Nach Ablegen der Reifeprüfung studierte Duisberg von 1879 bis 1882 Chemie an den Universitäten Göttingen und Jena und schloss sein Studium mit einer Promotion über Acetessigester ab. Nach dem Militärdienst als Einjährig-Freiwilliger beim bayerischen Leibregiment in München begann er 1883 seine Arbeit bei den Farbenfabriken vorm. Friedr. Bayer & Co AG mit Sitz in Elberfeld. Sein Arbeitsplatz war im ersten Jahr das Chemische Institut der Universität Straßburg. Im Auftrag von Bayer gelangen ihm mehrere Erfindungen auf dem Farbstoffsektor, unter anderem die Synthese des Benzopurpurins, welche als Patente angemeldet wurden.
Im Jahr 1888 wurde Duisberg Prokurist und Leiter der wissenschaftlichen Versuche bei Bayer. Zum zehn Jahre älteren Bayer-Geschäftsführer Friedrich Bayer, ebenfalls studierter Chemiker, entwickelte er eine enge Freundschaft. Duisberg hatte maßgeblichen Anteil an dem Entwurf und der Realisierung des Umzugs der Firma nach Leverkusen. Er wurde 1900 zum Direktor und Vorstandsmitglied berufen; als Bayer 1911 aus dem Vorstand ausschied, wurde Duisberg 1912 zum Generaldirektor und Vorstandsvorsitzenden der Farbenfabriken vorm. Friedr. Bayer & Co. ernannt. Angeregt durch Reisen in die USA, bei denen er das Modell des Zusammenschlusses von Aktiengesellschaften zu einem Trust wie z. B. bei Standard Oil als höchst profitabel kennenlernte, verfasste er 1904 die Denkschrift über die Vereinigung der deutschen Farbenfabriken. Als treibende Kraft und geistiger Vater gehörte er somit 1916 zu den Gründern der Interessengemeinschaft Farben.
Schon im September 1914, also noch vor dem Übergang des Ersten Weltkriegs in den Stellungskrieg, wurde durch den deutschen Generalstab eine „Nernst-Duisberg-Kommission“ eingesetzt. Sie hatte den Auftrag, chemische Kampfstoffe zu erforschen und am Gegner zu „erproben“. Die Haager Landkriegsordnung von 1907 erlaubte unter Bedingungen, die im Krieg problemlos geltend zu machen waren, durchaus den Einsatz solcher Stoffe. Auch arbeiteten bald neben Walther Nernst zahlreiche weitere renommierte deutsche Wissenschaftler an diesen Waffen, so James Franck, Fritz Haber, Otto Hahn und Gustav Hertz, die wie Nernst später mit dem Nobelpreis international geehrt werden sollten. Duisberg konnte sich daher in seinem Einsatz für die technisch-industrielle Seite dieses Geschehens gerechtfertigt fühlen. So begeisterte er sich 1915 hinsichtlich einer Neuentwicklung mit Freisetzung des tödlich wirkenden Phosgens in einem Bericht an Major Bauer von der Obersten Heeresleitung:

„Meiner Meinung nach sollte man […] auch die T-Hexa-Granaten an der Front ausprobieren. […] Das wichtigste dabei ist aber dann die feste Hexa-Substanz, die als feines Pulver zerstäubt und, mit Pyridin infiziert, langsam, während sie sich in die Schützengräben hineinsenkt, in Phosgen umgewandelt wird. Dieses Chlorkohlenoxyd ist das gemeinste Zeug, das ich kenne. […] Die einzig richtige Stelle aber ist die Front, an der man so etwas heute probieren kann und auch für die Zukunft nicht sobald wieder Gelegenheit hat, so etwas auszuprobieren. […] Ich kann deshalb nur noch einmal dringend empfehlen, die Gelegenheit dieses Krieges nicht vorübergehen zu lassen, ohne auch die Hexa-Granate zu prüfen.“

Duisberg gehörte auch – zusammen mit Walther Rathenau und Hugo Stinnes – zu den führenden deutschen Industriellen, die 1916 mit Erfolg Repressionen gegen die Zivilbevölkerung des von Deutschland besetzten Belgiens und die Deportation belgischer Zivilisten zur Zwangsarbeit nach Deutschland forderten. Beides verstieß gegen geltendes Kriegs- und Völkerrecht.
Duisberg war maßgeblich an der Redaktion und Verbreitung des Forderungskataloges der Intellektuelleneingabe beteiligt. Diese Eingabe forderte u. a. die völlige Niederwerfung Englands, eine umfassende Expansion im Osten, ein Kolonialreich in Zentralafrika und ein System von Stützpunkten an allen Weltmeeren.
Sein Biograph Hans Joachim Flechtner nennt Duisberg einen „Durchhaltefanatiker“ der in Reichskanzler Bethmann einen „schlappen Kerl“ sah. Am 13. Januar 1917 erklärte er in einer Tischrede seine uneingeschränkte Unterstützung für den
rücksichtslosen U-Bootkrieg um „unseren schärfsten Gegner England“ ins „Herz- und Nervenzentrum“ zu treffen.
Carl Duisberg war Mitglied und Unterstützer der kurzlebigen rechtsradikalen Deutschen Vaterlandspartei (DVLP).
Bis 1926 war Duisberg bei den Farbenfabriken vorm. Friedr. Bayer & Co. tätig, von 1926 bis 1935 wurde er zum Aufsichtsratsvorsitzender im Industrieverbund I.G. Farbenindustrie AG berufen.
Duisberg strebte nach dem Muster „Deutschland - Europa - und dann die Welt!“ über einen Grosswirtschaftsraum die Bildung einer einheitlichen Weltwirtschaft an. In seiner berühmt gewordenen Rede mit dem Titel „Gegenwarts- und Zukunftsprobleme der deutschen Industrie“ auf der Tagung „Wirtschaft in Not“ des Bayerischen Industriellen-Verbandes am 24. März 1931 forderte er die wirtschaftliche Verständigung mit Südosteuropa und Frankreich, er führte aus:

„Erst ein geschlossener Wirtschaftsblock von Bordeaux bis Sofia wird Europa das wirtschaftliche Rückgrat geben, dessen es zur Behauptung seiner Bedeutung in der Welt bedarf.“

1925 äußerte Duisberg die Hoffnung, dass „wir den starken Mann finden werden“, der „wie wir seit Bismarck wissen immer notwendig gewesen“ sei, und wenn „Deutschland wieder groß werden soll“, müsse eingesehen werden, dass „Führer nottun, die ohne Rücksicht auf Massenstimmungen handeln“. Telford Taylor findet angesichts solcher Worte, es wenig verwunderlich, dass die IG bei dem Geheimtreffen vom 20. Februar 1933, auf dem Hitler seinen Plan für die Liquidierung der Demokratie in Deutschland darlegte, anwesend war und die größte Geldsumme aller versammelten Firmen spendete.
Von 1925 bis 1931 war er Vorsitzender des Reichsverbands der Deutschen Industrie. Nach der „Machtergreifung“ der Nationalsozialisten gehörte er bis zu seinem Tod der neu gegründeten Akademie für Deutsches Recht an, in der er den Vorsitz des Ausschusses für gewerblichen Rechtsschutz übernahm. Zugleich half er diskret jüdischen Bekannten.
Ein großes Anliegen war Carl Duisberg die Wissenschaftsförderung. Von 1917 bis zu seinem Tod war er Mitglied des Senats der Kaiser-Wilhelm-Gesellschaft. 1921 wurde eine Carl-Duisberg-Gesellschaft zur Förderung des Auslandsstudiums gegründet. Er war maßgeblich an der Gründung der Studienstiftung des deutschen Volkes beteiligt. Am 14. Todestag von Carl Duisberg, dem 19. März 1949, wurde durch Bund und Länder die Carl-Duisberg-Gesellschaft zur Förderung wissenschaftlicher Nachwuchskräfte gegründet.
Carl Duisberg war ein begeisterter Sammler moderner Malerei, so legte er den Grundstein für Bayers Kunstsammlung. Schon 1907 ließ er Kunst für die Bayer-Mitarbeiter ankaufen und für die Ausstattung von Arbeits- und Aufenthaltsräumen im Werk Leverkusen eine Sammlung farbiger Lithografien anfertigen. Er initiierte eine Kulturabteilung; diese war zuständig für den Sport, das Theater, der Musik und Malerei. Unter anderen gestaltete der Bildhauer Fritz Klimsch in seinem Auftrag 1920/1921 und 1931/1932 Großplastiken. Die Nike fand im Jahre 1920 ihren Platz im ehemaligen Bayer-Hauptverwaltungsgebäude (Bayerwerk, Gebäude Q26), Kaiser-Wilhelm-Allee 20. Die Skulpturen Die Auferstehung, Die Demut, Die Schauende und der Floratempel, nach dem Vorbild des Apollotempels in Versailles, wurden im Park an der Kaiser-Wilhelm-Allee in Leverkusen aufgestellt. Mit einer Ausnahmegenehmigung des Regierungspräsidenten fanden Carl Duisberg und seine Frau Johanne im Floratempel die letzte Ruhestätte. Der nach ihm benannte Carl-Duisberg-Park ist für die Öffentlichkeit zugänglich.

## Ehrungen und Nachwirkung

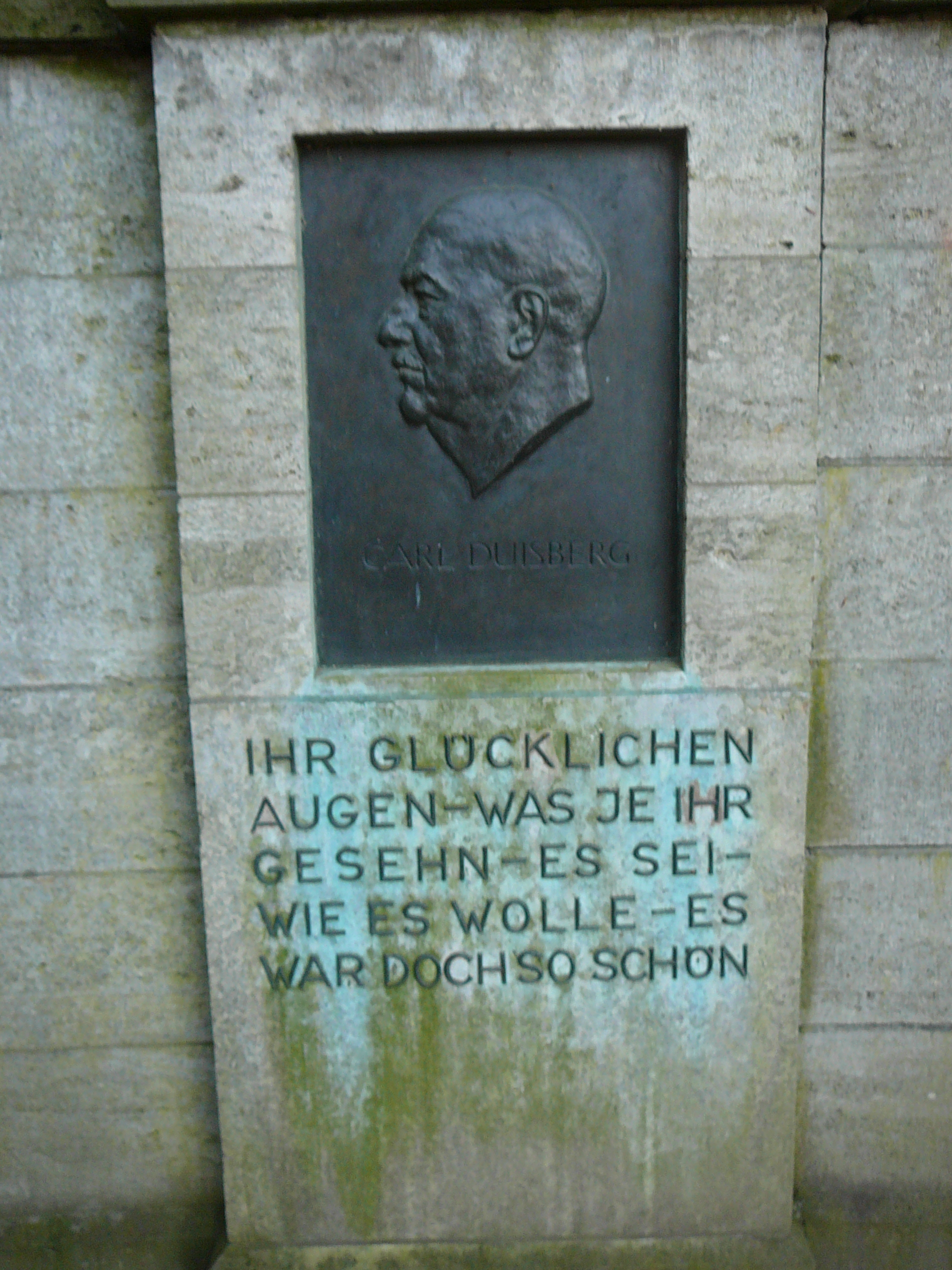
Denkmal für Duisberg im Carl-Duisberg-Park

Duisberg wurde 1906 in die Leopoldina aufgenommen. Im Jahre 1907 erhielt er die Ehrendoktorwürde der Technischen Hochschule Dresden, 1921 wurde er zum korrespondierenden Mitglied der Preußischen Akademie der Wissenschaften gewählt. Er erhielt 1934 die Harnack-Medaille der Kaiser-Wilhelm-Gesellschaft.
Einige Schulen und Straßen wurden nach ihm benannt, unter anderem wurde im Jahr 1936 die damalige Höhere Bürgerschule zu Barmen-Wupperfeld in Carl-Duisberg-Oberrealschule (heute ein Gymnasium) umbenannt. An der Philipps-Universität Marburg heißt ein Wohnheim des Studentenwerks Dr.-Carl-Duisberg-Haus.
Die Gesellschaft Deutscher Chemiker (GDCh) vergibt jährlich den Carl-Duisberg-Gedächtnispreis an junge habilitierte Wissenschaftler und in unregelmäßigen Abständen die Carl-Duisberg-Plakette für „besondere Verdienste um die Förderung der Chemie und der Ziele der GDCh“.
Aufgrund der Nähe Duisbergs zur Kriegswirtschaft, insbesondere seines massiven Engagements für die Erfindung und Produktion von Giftgas und der Rolle der IG Farben im Nationalsozialismus forderte die Netzwerk-Organisation Coordination gegen Bayer-Gefahren 2011 eine Aberkennung der Leverkusener Ehrenbürgerschaft Duisbergs und die Umbenennung nach ihm benannter öffentlicher Straßen und Einrichtungen. Im Jahr 2015 wurde in Dortmund die dortige nach Duisberg benannte Straße umbenannt. In Lüdenscheid wurde der Duisbergweg umbenannt. Auch in Bonn, Frankfurt und Wuppertal liegen entsprechende Anträge im Stadtrat vor, ebenso in Dormagen, wo sich die Fraktionen von Bündnis 90/Die Grünen und Piraten/Die Linke für die Umbenennung einsetzen, aber keine Mehrheit fanden.

## Familie
Duisberg war seit 1888 mit Johanna Seebohm (1864–1945) verheiratet. Sie hatten drei Söhne und eine Tochter. Der älteste Sohn, Filmregisseur Carl Ludwig „Achaz“ Duisberg (* 18. Juli 1889 in Elberfeld; † 19. Januar 1958 in München), heiratete in erster Ehe Anna Luise Block (1896–1982), eine Tochter Josef Blocks und Nachfahrin Moses und Joseph Mendelssohns, in zweiter Ehe die Schauspielerin Viola Garden. Die Tochter Hildegard (* 19. Januar 1892 in Schönfließ; † 8. Oktober 1964 in Münster, Westfalen) heiratete den Anthroposophen und Reiseschriftsteller Hans Hasso von Veltheim (1885–1956). Der zweitgeborene Sohn Walther (1892–1964) studierte ab 1912 Chemie in Dresden und München, wurde bei Richard Willstätter promoviert und ging 1925 für Bayer (ab 1926 IG Farben) in die USA als Patentanwalt. Ab 1933 war Carl Duisberg US-amerikanischer Staatsbürger. Der dritte Sohn Curt (* 1898) hatte bei Bayer und später bei I.G. Farben seinen Arbeitsplatz.

## Schriften
- Meine Lebenserinnerungen. Reclam, Leipzig 1933.
- Kordula Kühlem (Hrsg.): Carl Duisberg (1861–1935). Briefe eines Industriellen. Oldenbourg, München 2012, ISBN 978-3-486-71283-4. (Leseprobe bei Google Bücher)